# Stade Eurico Gaspar Dutra
Le Stade Eurico Gaspar Dutra (en portugais : Estádio Eurico Gaspar Dutra), également connu sous le nom de Stade Presidente Eurico Gaspar Dutra (en portugais : Estádio Presidente Eurico Gaspar Dutra) et surnommé Dutrinha, est un stade omnisports brésilien, principalement utilisé pour le football et le football américain, situé dans la ville de Cuiabá, dans l'État du Mato Grosso.
Le stade, doté de 4 500 places et inauguré en 1952, sert d'enceinte à domicile aux équipes de football du Mato Grosso Esporte Clube, du Clube Esportivo Operário Várzea-Grandense ainsi qu'à l'équipe de football américain de l'Arsenal de Cuiabá.
Le stade porte le nom d'Eurico Gaspar Dutra, officier et président du Brésil entre 1946 et 1951.

## Histoire
Le stade ouvre ses portes en 1952 (en présence du président Eurico Gaspar Dutra), nécessaire car l'ancien stade de la ville, le Stade do Comércio (en portugais : Estádio do Comércio), était revenu dans l'enceinte du Collège-Lycée Cuiabano.
Le Dutrinha reste le principal stade de la ville jusqu'en 1976 et l'inauguration du stade José-Fragelli.
Le record d'affluence au stade est de 5 000 spectateurs, lors d'une victoire 31-23 des locaux de l'Arsenal de Cuiabá contre les Crocodiles de Coritiba le 24 novembre 2012.
En 2015, le Dutrinha ferme pour rénovation, laissant l'Arena Pantanal comme le seul stade disponible de la ville. Mais l'achèvement des travaux est retardé en raison du manque de fonds, et est toujours en attente l'année suivante.